# 小港堂
小港堂是中国广州市历史上的一座基督教堂，隶属于播道会，位于河南（海珠区）小港路153号。

## 歷史
1888年，中國基督教播道會（美瑞丹教會）进入中国，在广州河南建立传教基地，翌年设立瑞仁大街福音堂。到1919年，播道會在广州拥有3间礼拜堂：小港堂（1889）、瑶头堂（1918）、东川堂（1919），小港堂为其总部所在地。占地面积4756.22平方米。
1949年中華人民共和國建政后，广州的3座播道會教堂被迫宣布与播道會差会脱离关系。1960年，广州各礼拜堂实行联合礼拜，同会瑶头堂、堑口浸信会堂、信义会河南堂、中华基督教会基立堂、神召会怡乐村堂、远东宣教会宝岗堂、南华堂均被并入小港堂。 
1966年文化大革命期间，小港堂被迫关闭，後被雄文印刷厂占用。1979年，广州市人民政府批准小港堂为第一批重新开放教堂。但直到2000年12月15日，雄文印刷厂才迁出小港堂，拖延達21年之久。由于印刷厂已将房屋用于贷款抵押，因此教会未能得到房产证。2001年11月16日，市包装集团公司筹集资金赎回小港堂房产证，将其移交给市基督教两会。但此时小港堂已损毀严重，无法作为宗教场所使用，经协商之后决定易地重建，在新兴的天河区兴建规模更大的天河堂。